# 张嘉掞
张嘉掞（？—？），清朝政治人物。
张嘉掞曾于接替郭世勋任兴化府知府一职，乾隆四十八年由柴桢接任。